# Clavulina cristata
Clavulina cristata é uma espécie de fungo pertencente à família Clavulinaceae.